# Wojciech Brawer
Wojciech Jerzy Brawer (ur. 6 marca 1980 w Koszalinie) – polski aktor lalkarz i reżyser teatralny, dyrektor Teatru Arlekin w Łodzi (od 2018).

## Życiorys
Ukończył studia na Wydziale Lalkarskim Państwowej Wyższej Szkoły Teatralnej w Krakowie – Filia we Wrocławiu (2003). Był stypendystą Ministra Kultury i Dziedzictwa Narodowego (2002) za wyróżniające się wyniki w nauce. W latach 2003–2018 był aktorem Lubuskiego Teatru im. Leona Kruczkowskiego w Zielonej Górze. Ponadto wykłada na Wydziale Lalkarskim Akademii Sztuk Teatralnych im. Stanisława Wyspiańskiego w Krakowie Filia we Wrocławiu (dawniej PWST Kraków) oraz na Podyplomowych Studiach Reżyserii Teatru Dzieci i Młodzieży w AST w Krakowie Filia we Wrocławiu. Od 2018 jest dyrektorem Teatru Arlekin w Łodzi.
Był asystentem reżysera, współtworzył m.in.: z Jerzym Satanowskim spektakl „A wszystko to Ty” Marka Grechuty, z Jackiem Głombem „Zabijanie Gomułki”, z Piotrem Ratajczakiem „Trzy siostry” Czechowa, z Janem Szurmiejem „Ach! Odessa – Mama”. W latach 2004–2014 wyreżyserował 8 spektakli na deskach: Lubuskiego Teatru w Zielonej Górze oraz w Amatorskim Teatrze Nowym w Zielonej Górze i w zielonogórskim Teatrze Alternatywa.
Od 2017 jest doktorem sztuk teatralnych – obronił pracę doktorską pod kierunkiem Krzysztofa Grębskiego pt. „Postaci zwierzęce w spektaklu Księga Dżungli Rudyarda Kiplinga w reżyserii Jerzego Bielunasa – przykład pracy nad rolą w oparciu o technikę gry aktorskiej w masce zwierzęcej” na Akademii Sztuk Teatralnych w Krakowie.
W 2010 bezskutecznie startował w wyborach do rady miejskiej w Zielonej Górze z listy Platformy Obywatelskiej, uzyskując 2902 głosy (0,41%). Jest członkiem Zarządu Głównego Związku Zawodowego Aktorów Polskich w Warszawie.

## Wyróżnienia
- 2004: Nagroda Prezydenta Miasta Zielona Góra za reżyserię spektaklu „Ballada o kapryśnej królewnie” na Wojewódzkim Przeglądzie Teatrów Amatorskich w Zielonej Górze,
- 2005: Nagroda dyrektora Teatru im. Kruczkowskiego za rolę Florinda w przedstawieniu „Łgarz” Carla Goldoniego (sezon 2004/2005),
- 2006: Nagroda Leona za najciekawszą postać sceniczną Lisa ze spektaklu „Szałaputki” w reżyserii Marii Weigelt (sezon 2005/2006)
- 2007: laureat festiwalu im. Anny German „Tańczące Eurydyki”,
- 2008: Nagroda Leona dla najpopularniejszego aktora (sezon 2007/2008),
- 2010: Nagroda Leona dla najpopularniejszego aktora (sezon 2009/2010)[6][4].